# Yuya Yamagishi
Yuya Yamagishi (山岸 祐也 Yamagishi Yuya?), född 29 augusti 1993 i Chiba prefektur, är en japansk fotbollsspelare.
Yamagishi började sin karriär 2016 i Thespakusatsu Gunma. Han spelade 69 ligamatcher för klubben. 2018 flyttade han till FC Gifu. 2019 flyttade han till Montedio Yamagata.